# Anydrelia plicataria
Anydrelia plicataria är en fjärilsart som beskrevs av John Henry Leech 1897. Anydrelia plicataria ingår i släktet Anydrelia och familjen mätare. Inga underarter finns listade i Catalogue of Life.